# Thizy-les-Bourgs
Thizy-les-Bourgs é uma comuna francesa na região administrativa de Auvérnia-Ródano-Alpes, no departamento do Ródano. Estende-se por uma área de 44.44 km². Em 2010 a comuna tinha 6 153 habitantes (densidade: 138,5 hab./km²).
Foi criada em 1 de janeiro de 2013, a partir da fusão das antigas comunas de Bourg-de-Thizy, La Chapelle-de-Mardore, Mardore, Marnand e Thizy.